# Scharwachtturm

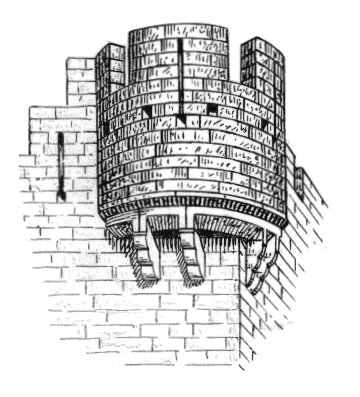
Scharwachtturm mit Zinnen

Ein Scharwachtturm (auch Scharwachttürmchen, Échauguette, Pfefferbüchse, Hochwachtturm oder Horchhäuschen) ist ein kleiner Erkerturm auf einer Bastionsspitze, Mauer- oder Gebäudeecke, der einen runden oder vieleckigen Grundriss aufweist. Er steht meist auf einer Konsole und ist vorkragend. Seinen oberen Abschluss bildet entweder ein Dach oder eine zinnenbewehrte Plattform. Die Namensvariante Scharwachtturm referiert auf die städtische Scharwache, eine mehrköpfige Patrouille, die auf ihren Rundgängen nach verdächtigen Personen oder ausgebrochenen Feuern Ausschau hielt.

## Beschreibung
Scharwachttürme wurden erstmals im 12. Jahrhundert an mittelalterlichen Burgen ausgeführt und waren bis in das 16. Jahrhundert auch an Festungen gebräuchlich. In der Gotik traten sie zahlreich an so genannten Fünfknopftürmen auf. Später kamen Scharwachttürmchen nur noch als dekoratives Element bei Profanbauten zum Einsatz. Ursprünglich dienten sie jedoch als Beobachtungspunkt für Wächter und besitzen deshalb immer Sichtöffnungen im Mauerwerk. Hinzu kommen häufig fortifikatorische Elemente wie Schießscharten und Maschikulis, während die Türme oft den Eckpunkt eines Wehrgangs bilden.
Eugène Viollet-le-Duc vermutete in seinem Dictionnaire raisonné de l’architecture française du XIe au XVe siècle, dass die frühen Scharwachttürme – ebenso wie die damaligen Hurden – komplett aus Holz bestanden und die ersten steinernen Exemplare ganz einfache Ecktürme mit rundem oder viereckigem Grundriss waren, die auf Ecken von Wehrmauern oder Wehrtürmen aufgesetzt waren.

## Beispiele

Mauer
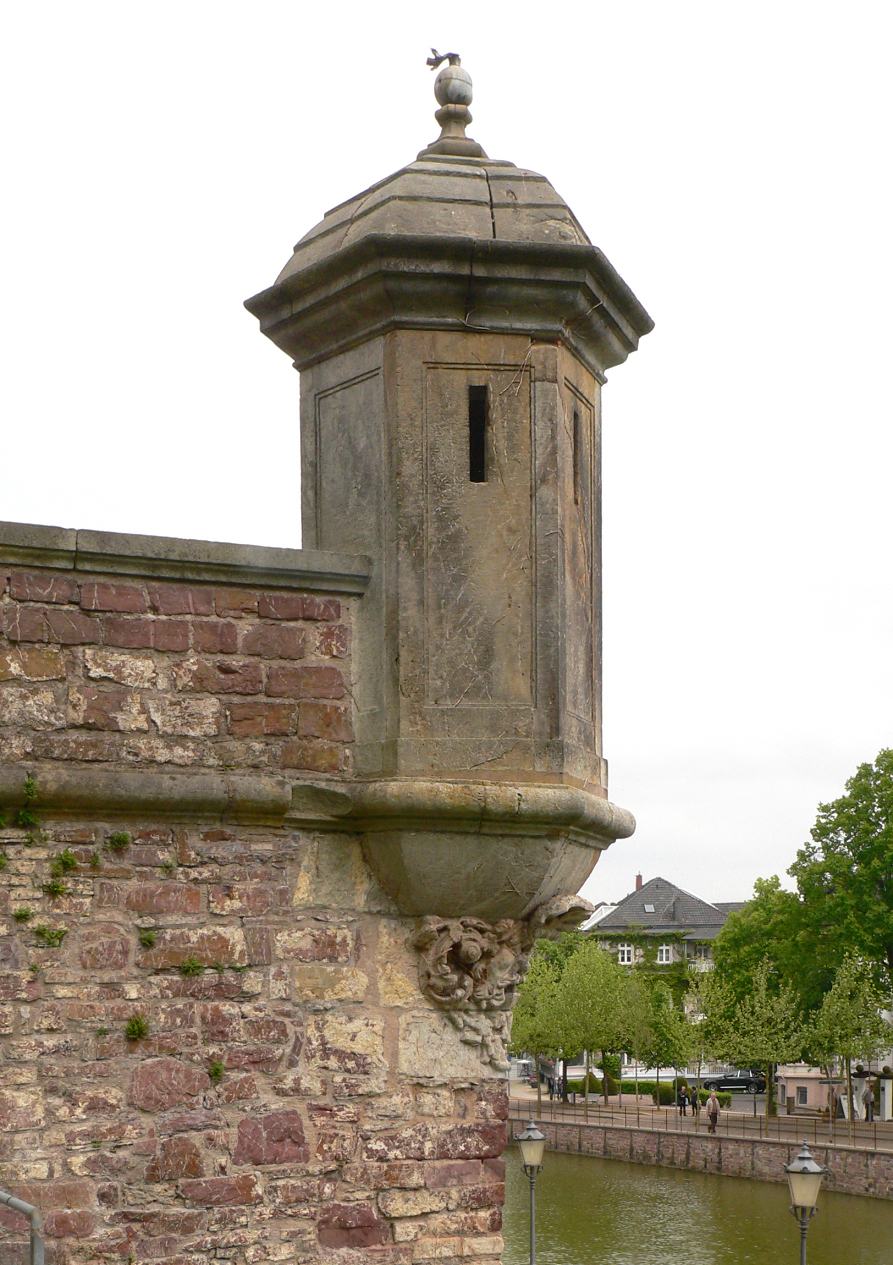
Scharwachtturm der Festung Pyrmont
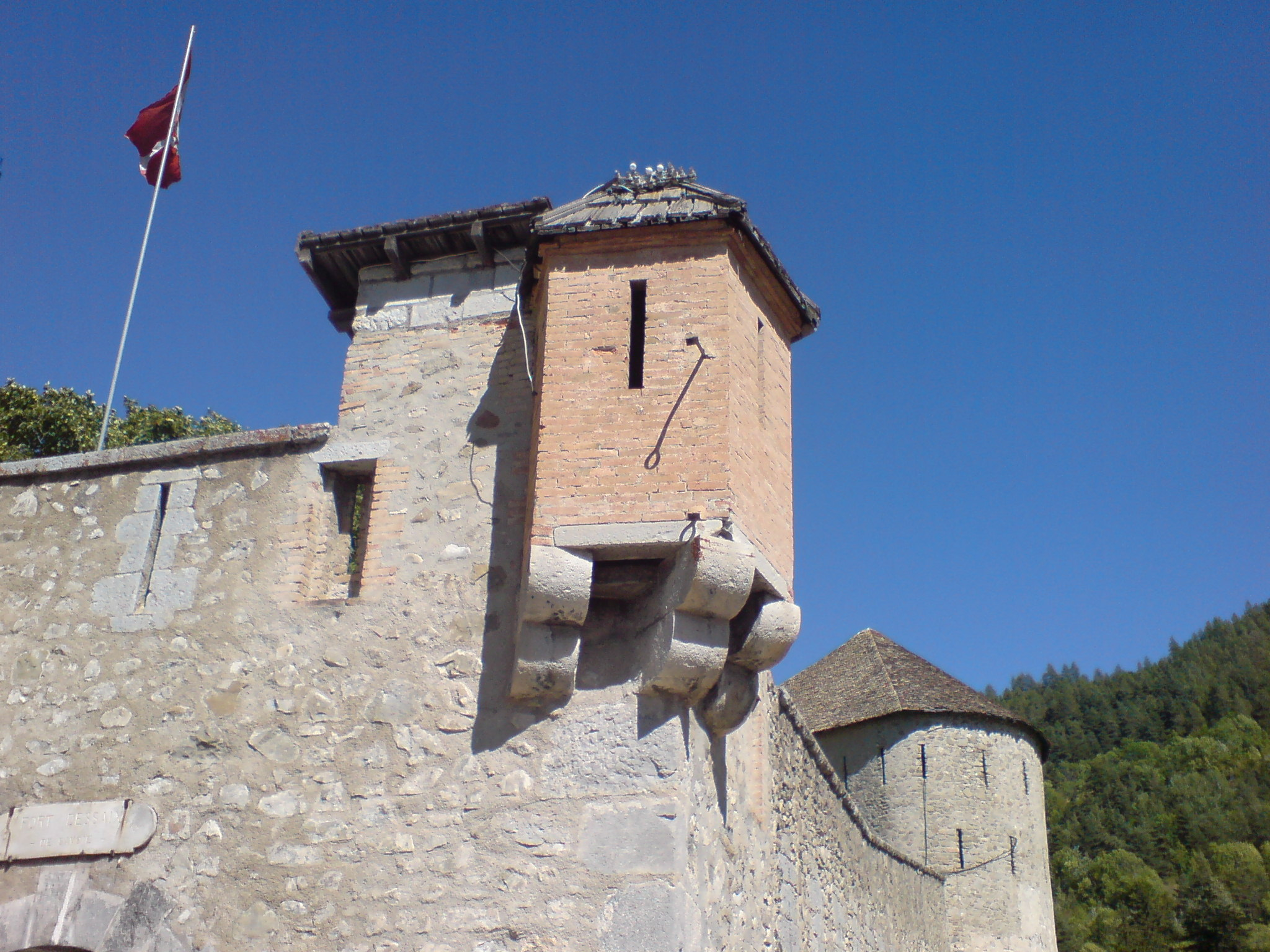
Scharwachtturm am Fort de Savoie in Colmars
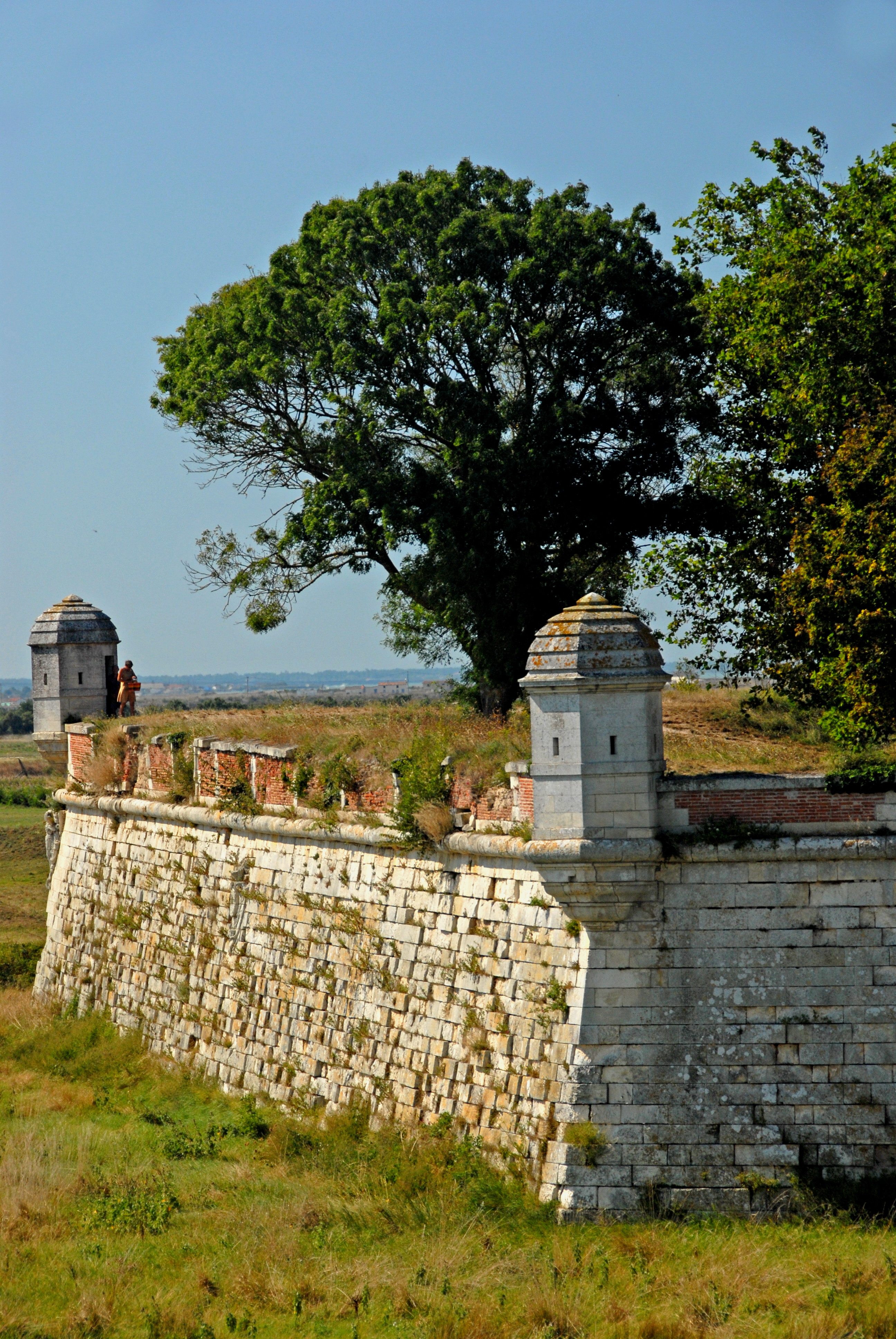
Brouage, Festungsmauer mit zwei Pfefferbüchsen
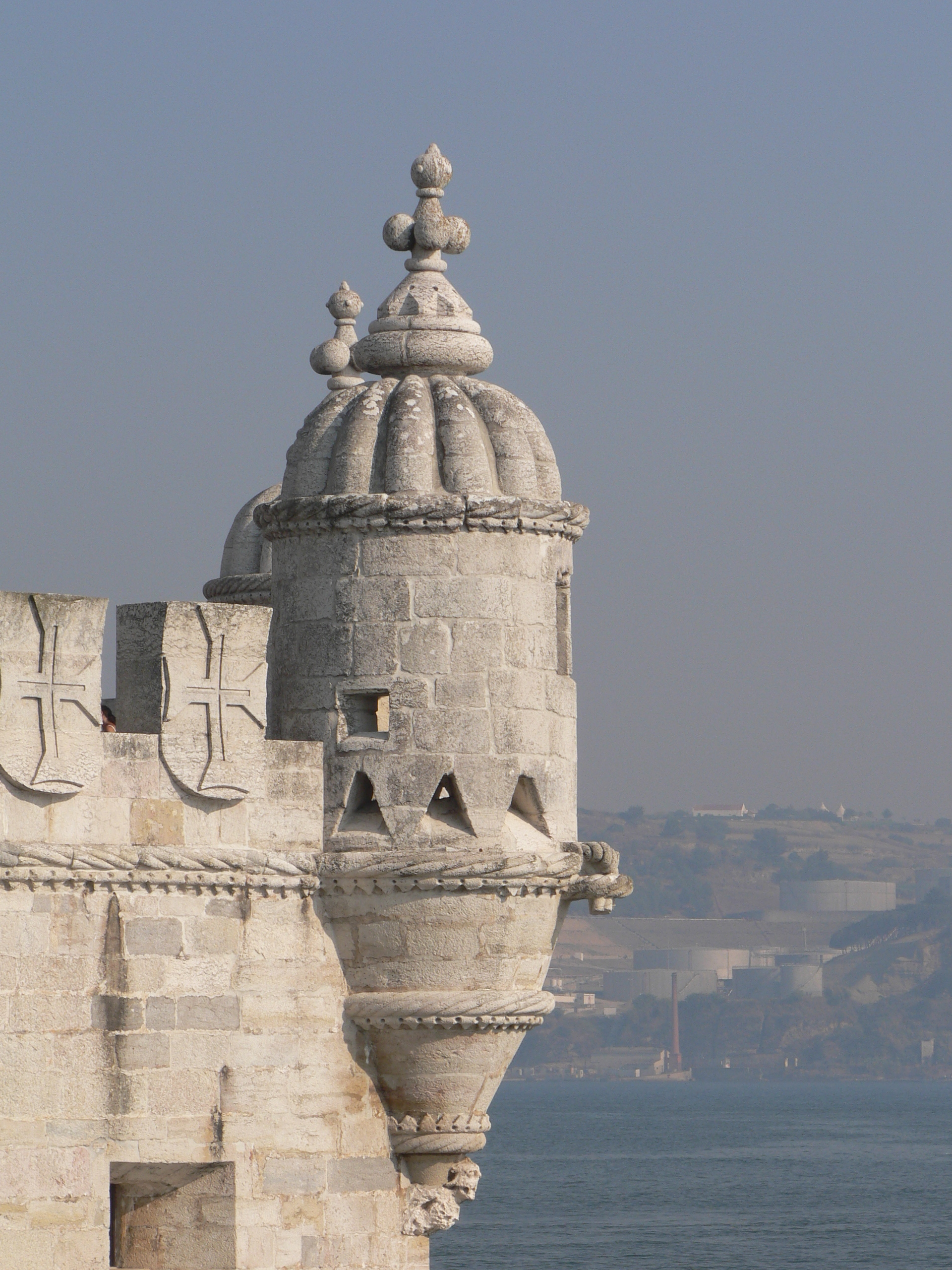
Torre de Belém, Mauer mit Scharwachtturm
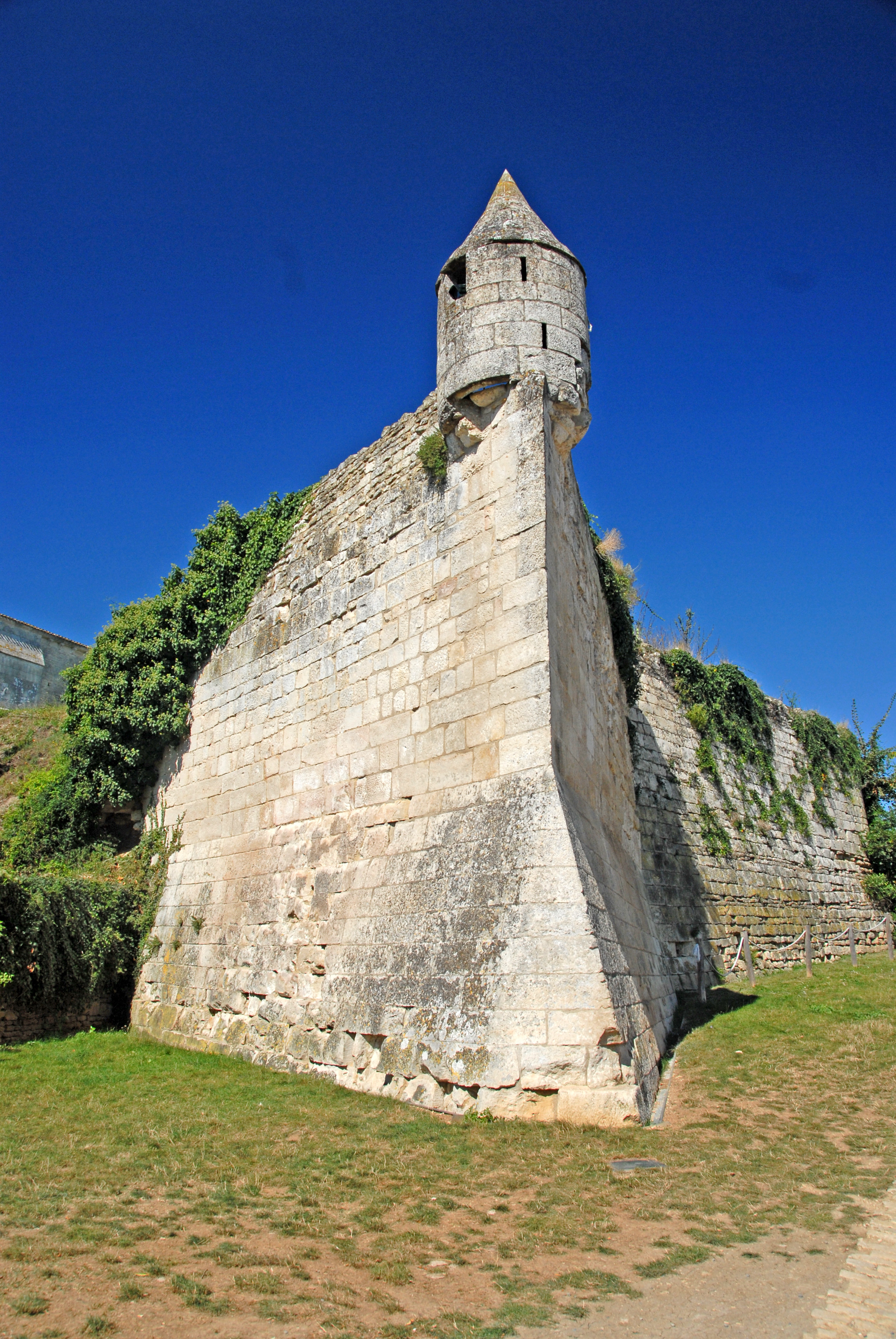
Abtei Maillezais, Pfefferbüchse auf „Wellenbrecher“
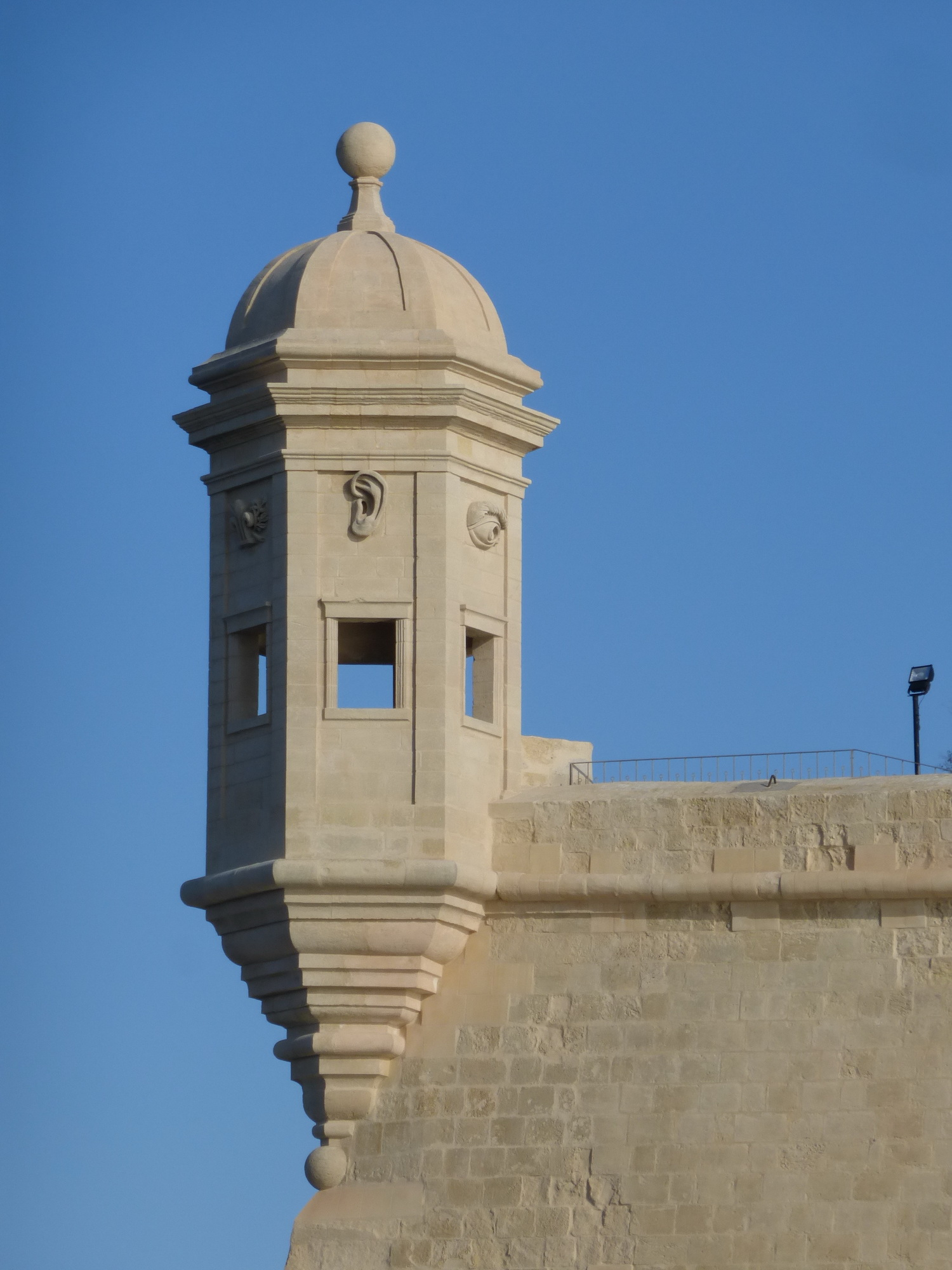
Scharwachtturm Gardjola in Senglea auf Malta

Turm
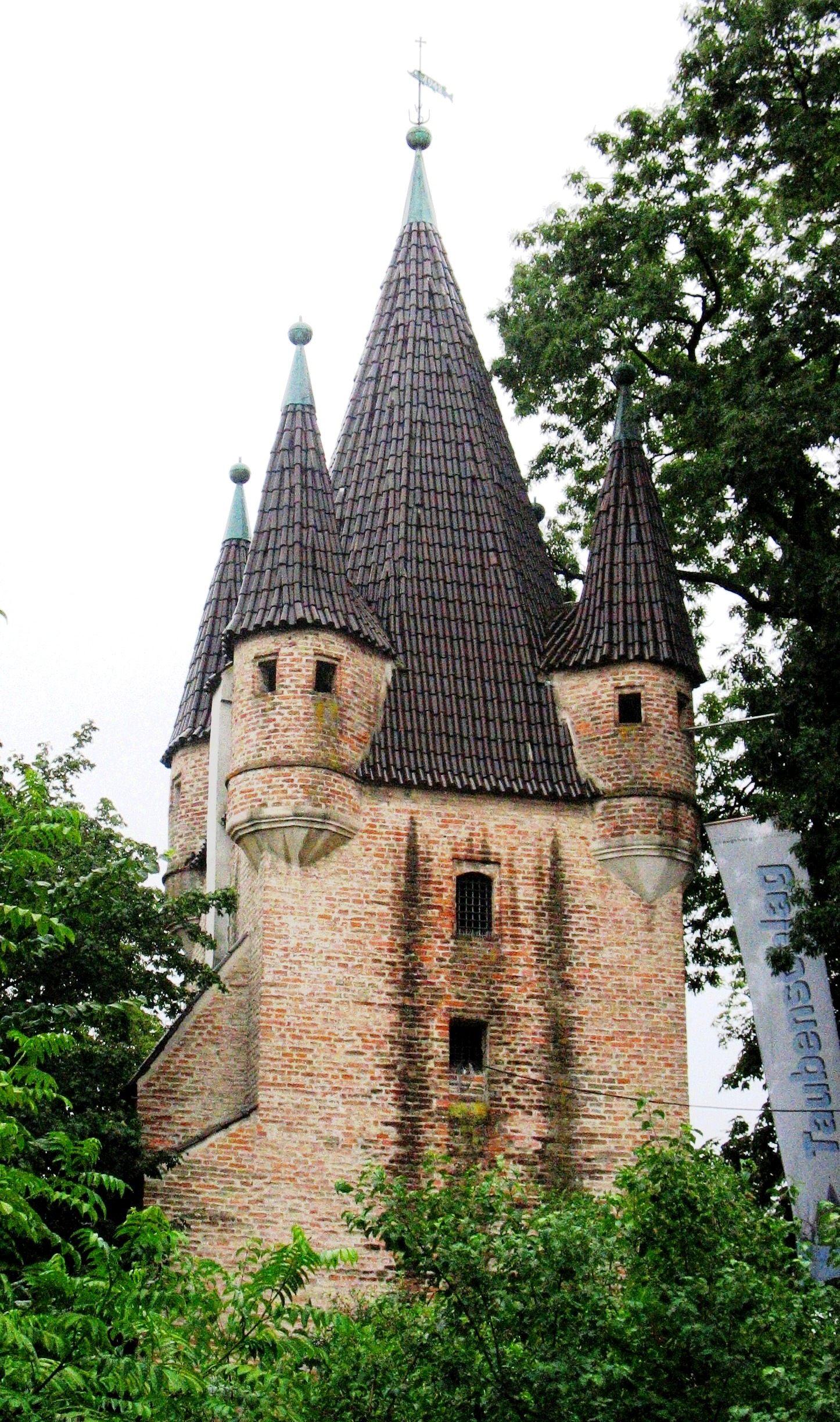
Der Fünfgratturm mit Scharwachttürmen an seinen Ecken
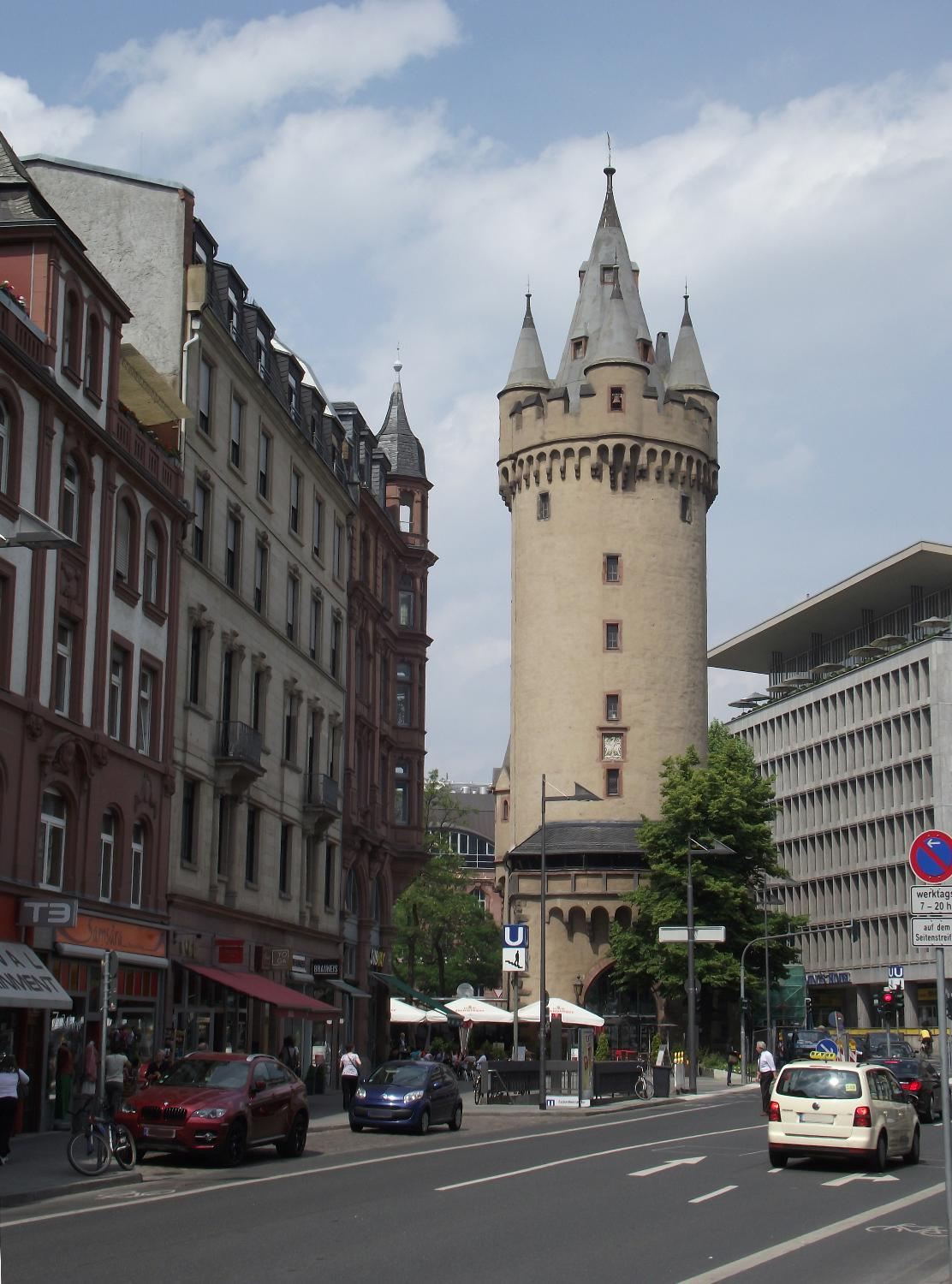
Der Eschenheimer Turm
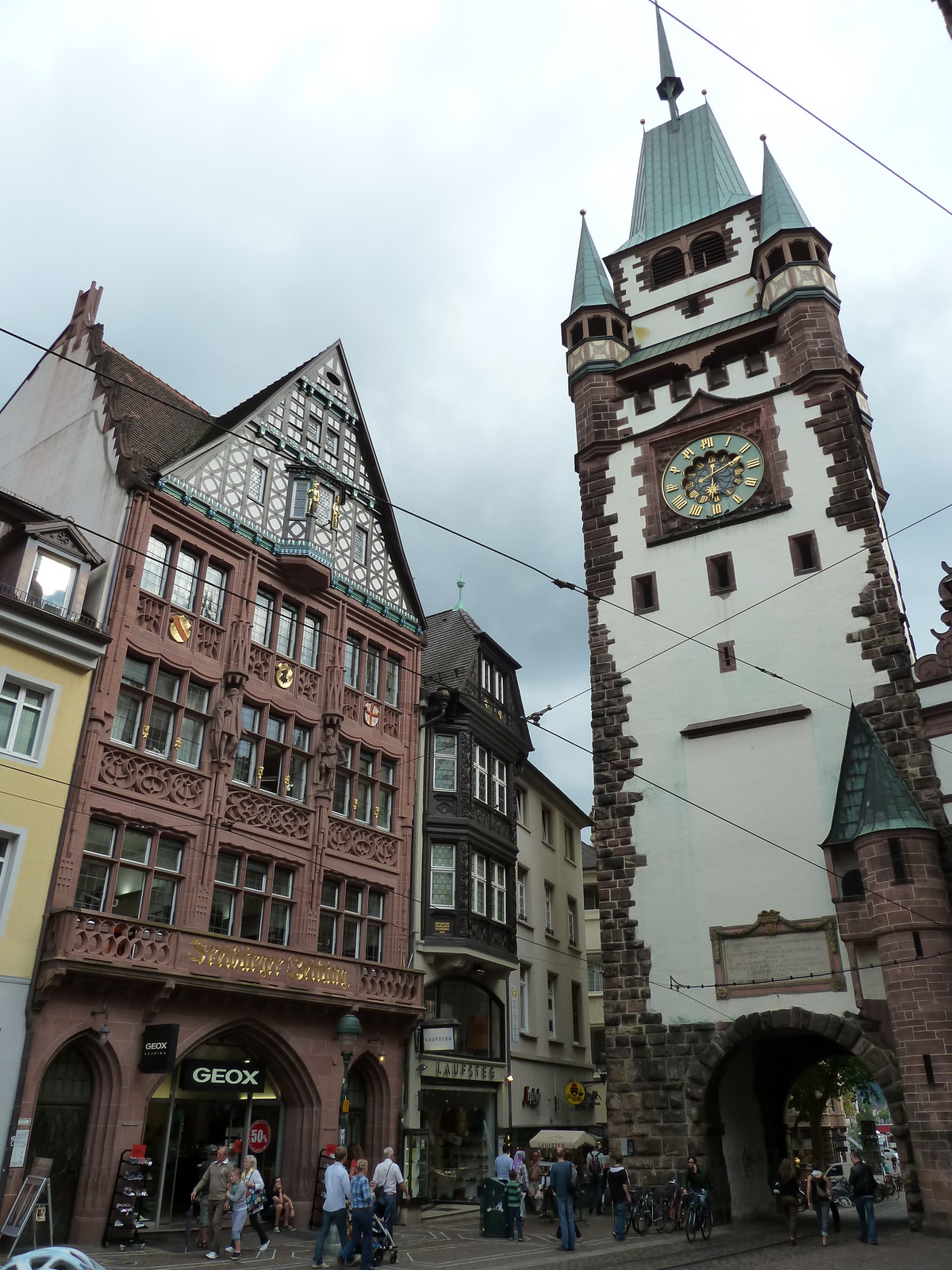
Das Martinstor
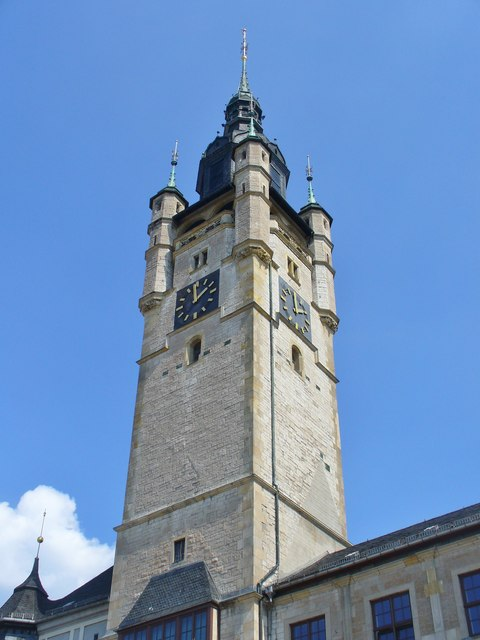
Rathausturm, Dessau
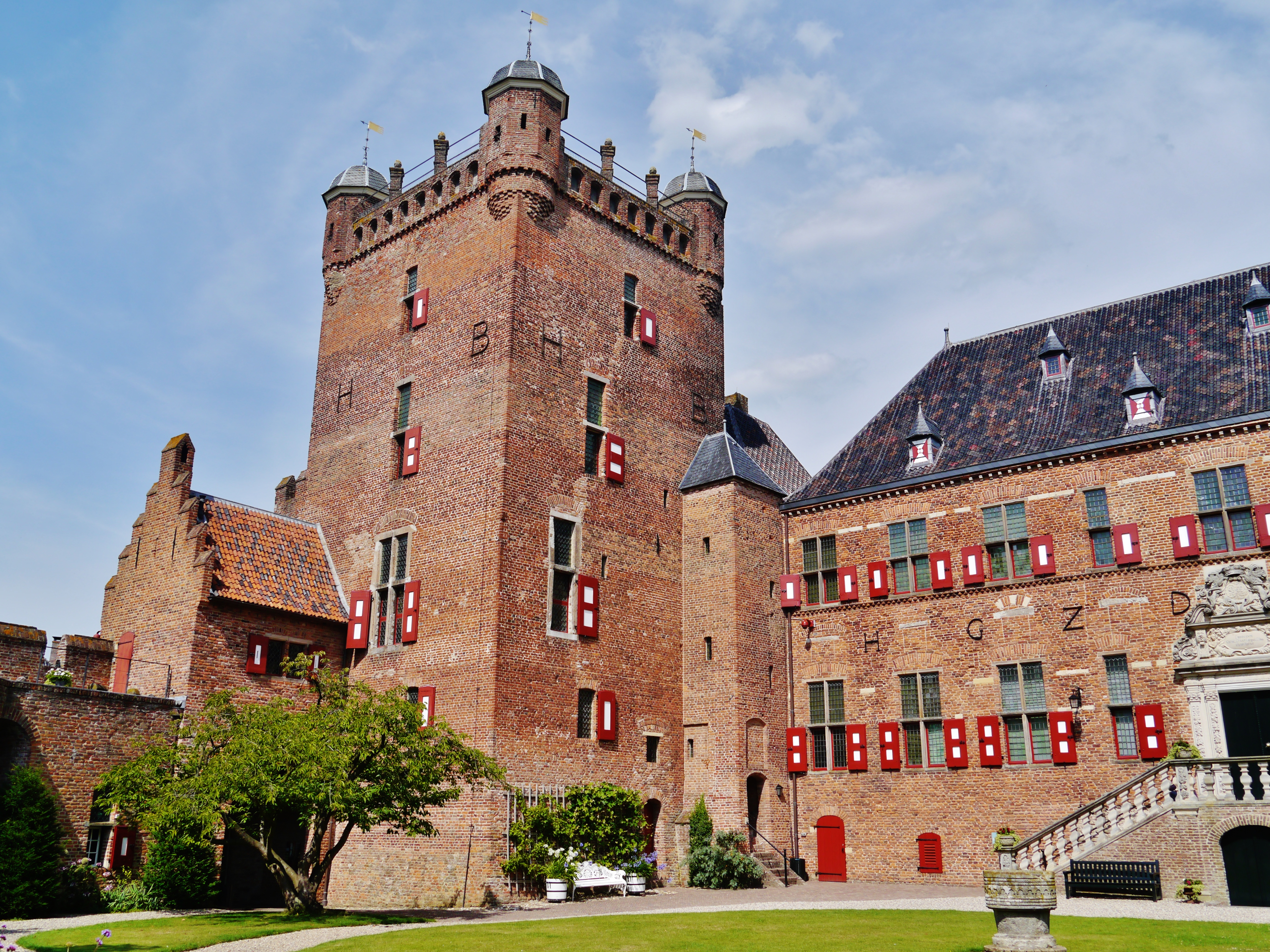
Hof des Hauses Bergh, 's-Heerenberg, Niederlande
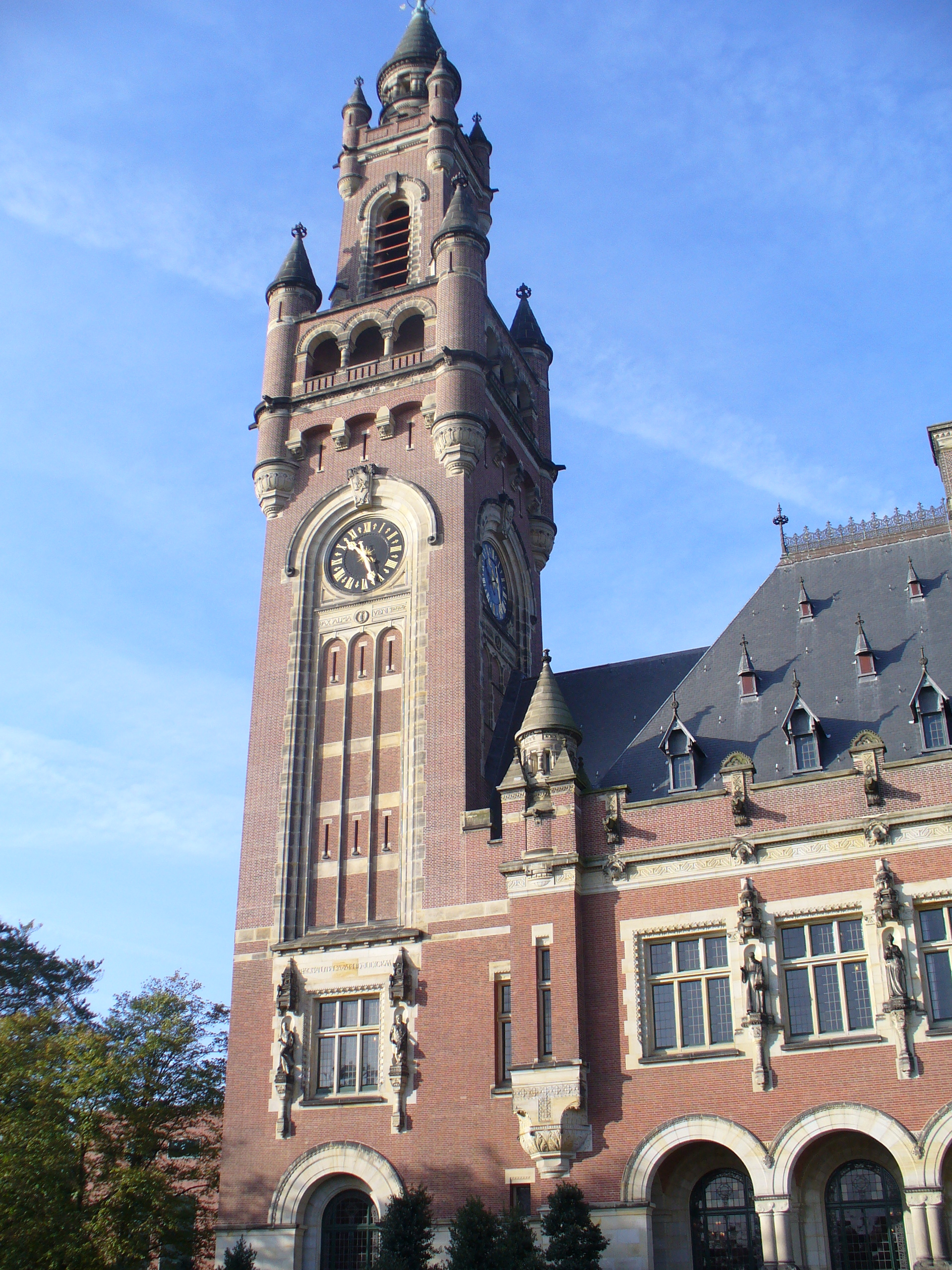
Der Friedenspalast Belfried, Den Haag, Niederlande